# Estación de Huete
Huete es una estación ferroviaria clausurada situada en el municipio español homónimo en la provincia de Cuenca, comunidad autónoma de Castilla-La Mancha. Contaba con servicios de media distancia operados por Renfe hasta el 20 de julio de 2022.

## Situación ferroviaria
La estación se encuentra en el punto kilométrico 96,4 de la línea férrea 310 de la red ferroviaria española que une Aranjuez con Valencia, entre las estaciones de Vellisca y Caracenilla. El tramo es de vía única y está sin electrificar. Se encuentra a 815, 3 metros de altitud.

## Historia
La estación fue inaugurada oficialmente el 5 de septiembre de 1885 cuando MZA se hizo con la concesión de la línea entre Aranjuez y Cuenca comprando los derechos de la misma a la compañía del ferrocarril de Aranjuez a Cuenca constructora del trazado. En 1941, con la nacionalización de la totalidad de la red ferroviaria española la estación pasó a ser gestionada por RENFE. Desde el 31 de diciembre de 2004 Renfe Operadora explota la línea mientras que Adif es la titular de las instalaciones ferroviarias.
Desde el 4 de marzo de 2023 se encuentra clausurada y dada de baja como dependencia de la línea.

## La estación

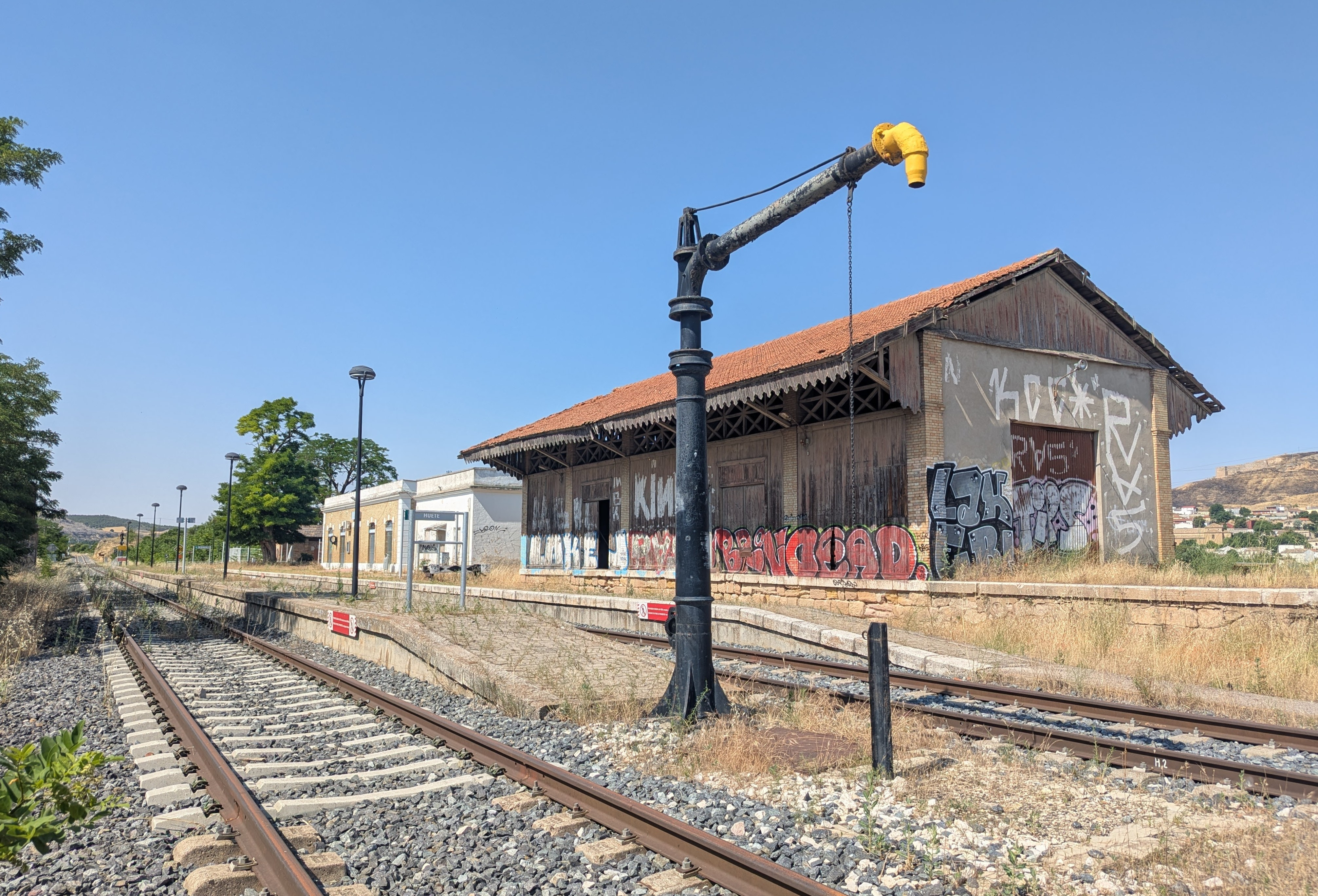
Muelle de carga

Se encuentra a 550 metros al este del casco urbano. 
El edificio de viajeros es una construcción de una sola planta, con una puerta y cuatro vanos a cada lado, en disposición lateral a la vía, con unas dimensiones de 32x10m con patio de viajeros y muelles de 20x8m.
Posee varias construcciones, entre ellas un almacén. El muelle cubierto está catalogado por Adif como bien inmueble protegido. Por el andén central se accede a las vías principal y derivada. Hay también una tercera vía en topera que acaba en un silo cercano. Esta vía pasa por delante del aparcamiento de seis plazas (una de ellas para personas con movilidad reducida) y del edificio de viajeros, por lo que hay que cruzarla forzosamente para acceder a la estación. Completan las instalaciones una antigua aguada y dos depósitos de agua para locomotoras de vapor, reminiscencia de su pasado ferroviario.